# 田村顕詩
田村 顕詩（たむら あきのぶ、寛延元年（1748年） - ?）は、江戸時代後期の旗本。一関藩主家分家の旗本田村家第5代当主で、『寛政重修諸家譜』編纂当時の当主である。諱は顕詩。通称は主税、主馬。養父は田村村房。実父は多羅尾光豊。実母は小堀克敬の娘。妻は松波隆起の娘。実子は田村顕孝。養子は田村顕承（兄・多羅尾光雄の子）。養女に多羅尾光豊の娘（安部信成の妻）、仙台藩士鈴木次庸の娘（顕承の妻）。

## 生涯
多羅尾光豊（四郎右衛門）の次男として生まれる。子がなかった田村村房の養子となって安永6年（1777年）に村房が死去すると、30歳で家督と家禄蔵米700俵を相続し、書院番士となる。
『寛政重修諸家譜』が編纂された頃までには実子の顕孝（長熊）が早世しており、仙台藩主伊達周宗家臣の鈴木次庸（主税）の娘を養女に迎え、その婿養子として兄・多羅尾光雄の次男である顕承（津久雄（つくお））を養子に迎えた。